# Thrixspermum squarrosum
Thrixspermum squarrosum är en orkidéart som beskrevs av Johannes Jacobus Smith. Thrixspermum squarrosum ingår i släktet Thrixspermum och familjen orkidéer. Inga underarter finns listade i Catalogue of Life.